# 櫻子さんの足下には死体が埋まっている
『櫻子さんの足下には死体が埋まっている』（さくらこさんのあしもとにはしたいがうまっている）は、太田紫織による日本のミステリ小説。表紙イラストは鉄雄が担当している。

## 概要
元々は2012年に書籍投稿コミュニティ『E★エブリスタ』に掲載されたWEB小説。同年、『E★エブリスタ 電子書籍大賞ミステリー部門』（角川書店）優秀賞を受賞し、2013年2月23日から2022年5月24日まで角川文庫より書籍化された。
2015年2月24日にアニメ化が告知され、同年5月15日にテレビアニメであることが発表された。同年10月から12月まで放送された。また、漫画版（作画：水口十）が『ヤングエース』（KADOKAWA）にて2015年8月号から2017年12月号まで連載。
2017年4月から観月ありさ主演により、実写テレビドラマ化された。
2017年8月26日、『訪れてみたい日本のアニメ聖地88（2018年版）』において、この作品の舞台となった旭川市が選出された。
2019年12月時点でシリーズ累計部数は150万部を突破している。
同じく太田紫織の小説シリーズ『昨日の僕が僕を殺す』並びに『涙雨の季節に蒐集家は、』とは世界観を共有している設定で、それぞれの作品のキャラクターが交流する内容の短編小説を掲載したペーパーも書店特典として配布されていた。

## あらすじ
北海道・旭川市に住む高校生・館脇正太郎は、良家のお嬢様にして「骨」を愛してやまない標本士の女性・九条櫻子と、とある切っ掛けで交流を持つようになる。その先々で様々な人の死に絡む事件に遭遇することとなり、検視官としての技能を持つ櫻子の推理に付き合うこととなるが、やがて不可解な殺人事件の背後に潜む教唆犯・花房の影が見え隠れしてゆく。

### 櫻子さんの足下には死体が埋まっている
美しい人
正太郎の母親が経営するアパートで、入居者の清美と連絡がつかないため母親に同伴して様子見に正太郎は櫻子と共にアパートへ向かう。清美の部屋に入ると、室内は酷く荒らされており、ベッドで倒れていた。しかし、窓は全て施錠され玄関のドアにはチェーンが掛けられていた。死亡した清美には目立った外傷は見当たらなかったが、櫻子はヒステリーの可能性を疑い、それを確証にするために正太郎と植物園に向かう。櫻子は、園内でハシリドコロというブルーベリーに似た果実を手に取る。ハシリドコロは数粒から数十粒を摂取すれば死に至るほどの猛毒を持ち、櫻子は、清美の死因はハシリドコロを摂取したことによるものではないかと疑っていた。相手と争っていたことについても摂取したことによる幻覚症状で見えない相手と言い争っていたものと推察する。その夜、ニュースでこの事件が報道されていた。正太郎は、櫻子が指摘した通り清美の婚約者の橋口が妹の好美と浮気していたことを母親から聞く。だがその3日後、橋口が車内で自殺を図り亡くなったことが報じられた。
頭（こうべ）
正太郎と櫻子は増毛の海岸で骨を収集中に人骨を発見する。櫻子は入手しようとしたが、正太郎は警察を呼び、数分で巡査の山路が駆け付ける。山路は、近所で水死体が発見されたため、その現場に駆けつけていた。事情聴取されることになった2人は山路のパトカーで警察署に向かうが、その道中に櫻子の提案で水死体が上がった現場を見る。死体は男女二人で、両手はもやい結びで結ばれていた。警察は心中による自殺と判断していたが、櫻子は他殺と判断する。更には、もやい結びの紐の向きを怪しみ、2人には溺死の際によく見られる何か掴んでいる形跡が見当たらなかったこと、溺水の侵入による刺激で滲出される泡が溢れ出した痕跡も無かったことから殺害後に海に遺棄した可能性を視野に入れるべきと指摘する。
それから数日後、犯人は逮捕された。犯人は漁師の男性で、もやい結びや死体に残った紫斑の跡がトラックの荷台と一致し、殺害した2人と金銭トラブルがあったなど、様々な証拠が見つかった。更に半年後、山路からトドの子供の骨と共に手紙が添えられていた。手紙には、海岸で見つけた骨は江戸時代末期から明治時代ごろの骨で、性別は女性、頭部に外傷があるが既に時効が成立していることと、捜査の御礼などが記されていた。
薔薇の木の下
正太郎と櫻子は、千代田薔薇園のオーナーである千代田薔子に誘われ2人を夜に行う降霊会に参加する。降霊会には、市議の水木、道北圏でスーパーマーケットを展開するチェーンの会長の大原と、劇団のオーナーの小橋などが参加していた。霊媒師と名乗る男性が現れ、降霊会が始まる。まもなくして霊が現れ、霊の悪戯により薔子の手には熱くなるなどの不思議な感覚が現れ始めていた。次に、ウィジャ・ボードを使い市議の水木の亡くなった妻・妙子の霊との対話を試みたが、対話に応じたのは妙子ではなく薔子の亡くなった婚約者である明人だった。そして、ウィジャ・ボードに添えられている手はMURDERと指し、誰かに殺されたのかという問いにYESと回答する。しかし、明人の死因は転落死だった。そして、ボードに添えられている小橋の手は暴れ始め、霊媒師のこの中に殺した人がいるかという質問にYESと指さす。しかし、櫻子はこの一連の現象の仕組みと霊媒師の身体的な特徴から神父であると見抜く。憤慨した大原はその場を去り、霊媒師も観念したが、明人は大原に殺されたと主張する。大原は明人が転落した後、救急車も呼ばず即座に逃げ出していた。殺害前のやり取りを残した映像もあったが、来客の隠し撮りが好きだった明人が映像の開示を望んでおらず、神父たちにとっても後ろめたい映像が収められていたため警察には提出出来ないでいた。また、明人は同性愛者で、神父や大原とかなり親しい間柄だったが、妻である薔子のことは唯一の家族として愛していたことも明かされる。しかし、薔子は大原の逮捕により道内の経済に影響が生じることを懸念し「私が沈黙の神となり、ここで語られた内容は他言無用」と皆に命ずるが、唯一神父はそれに納得しなかった。
その後、神父は警察に証拠映像を提出し、同時に報道機関にも送った。これによりメディア各社が連日扱うような大事件となり、大原は出頭前に遺書を残して自宅で自害するが、保護責任者遺棄致死罪に問われ送検された。水木も市議を辞め、小橋も表舞台には姿を見せなくなった。神父も司祭職を剥奪された上にカトリック教会からも追放され、海外で生活を始めていた。また、この他にもこの映像が証拠となり逮捕者や倒産する会社が続出した。薔子は連日押し寄せるメディアに疲弊して体を壊し、薔薇園も閉園したが、見舞いに訪れた正太郎達に登山など色々なことを始めたいと話した。

## 登場人物
声は『新刊ラジオ』のラジオドラマ / テレビアニメの声優。声優名1人の場合はテレビアニメ版のみ。
九条 櫻子（くじょう さくらこ）
声 - 小清水亜美 / 伊藤静
本作の主人公。旭川に古くから建っているモダンな白い屋敷に邸を構える、20代半ばの女性。地主として有名な九条家の令嬢。しかし、骨に対して強い執着を持ち、拾った死骸を材料に骨格標本を作る趣味を持つ。反面、人付き合いが悪く携帯電話も持っていない。標本士としての資格を持ち、検死に関する知識も持ち合わせている。過去にまだ幼かった弟を亡くしている。
館脇 正太郎（たてわき しょうたろう）
声 - 梶裕貴 / 榎木淳弥
本作のもう一人の主人公で語り部。旭川市在住の高校生で、平凡ながらもそれなりに真面目な人生を過ごしていると自負している。ある切っ掛けで櫻子と知人となり、以来彼女に振り回されながらも事件解決に協力するようになる。母はアパート経営を務めており、父は早くに亡くしている。
鴻上 百合子（こうがみ ゆりこ）
声 - 今村彩夏
正太郎の同級生。正太郎の親友・今居の想い人で、明るい性格だが、祖母を喪ったトラウマを持っている。2巻収録の『夏に眠る骨』の事件後、正太郎達と関わるようになり、第4巻『猫はなんと言った』を経て正太郎に好意を持つようになる。櫻子にも好意を持っているが、同時に正太郎と櫻子の親密度も非常に気にしている模様。
沢 梅（さわ うめ）
声 - 佐倉ゆき / 磯辺万沙子
櫻子の屋敷で働いている老女で、通称「ばあやさん」。櫻子に説教が出来る数少ない人物。正太郎とも顔見知りで、本人曰く櫻子の母親が10歳のころから奉公に出ているとのこと。
磯崎 齋（いそざき いつき）
声 - 比留間俊哉 / 石田彰
正太郎のクラスの担任で、生物教師。中々のイケメンだが、少々残念な性格。
今居 陽人（いまい はると）
声 - 柿原徹也
正太郎のクラスメイト。
千代田 薔子（ちよだ しょうこ）
声 - 井上喜久子
在原直江の従姉で、薔薇園の経営者。櫻子の幼少期からの知り合い。
在原 直江（ありわら なおえ）
警視庁公安の外事第三課に勤めている櫻子の幼馴染にして許嫁の男性。
内海 洋貴（うつみ ひろき）
声 - 高橋広樹
正太郎たちの知り合い。交番勤務。俳優の大泉洋がモデル。
富永 ゆうか（とみなが ゆうか）
声 - 須藤風花
通称「いいちゃん」。正太郎の近所に住んでいた幼女。現在は親類の元で暮らしている。
藤岡 毅（ふじおか たけし）
声 - 平川大輔
内海とは中学時代の同級生。旭川に戻ってきたばかり。藤岡家のとある呪いに怯えている。
藤岡 美幸（ふじおか みゆき）
声 - 恒松あゆみ
毅の妻。呪いに痛く怯える毅を心配している。
ヘクター
九条家の飼い犬で犬種はサモエド。呪われた犬と言われ恐れられていたが、櫻子達がその事件を解決。内海の知人である、元飼い主の藤岡夫妻が引っ越す際に渡された。
花房（はなふさ）
声 - 子安武人
素性不明の教唆犯。数々の人間を猟奇殺人へと導き、犠牲者の遺骸から蝶形骨を採取することを好む。自身が少なからず影響を与えた事件に正太郎や櫻子が関わる中、自分からも正太郎にハンドルネームでメールを送るなど接触を図る姿勢を見せている。

## 既刊一覧
太田紫織（著） / 鉄雄（イラスト） 『櫻子さんの足下には死体が埋まっている』 角川書店→KADOKAWA〈角川文庫〉、全18巻
| 巻数 | タイトル                                                        | 発売日                     | ISBN              |
| ---- | --------------------------------------------------------------- | -------------------------- | ----------------- |
| 1    | 櫻子さんの足下には死体が埋まっている                            | 2013年2月25日（2月23日）   | 978-4-04-100695-5 |
| 2    | 櫻子さんの足下には死体が埋まっている 骨と石榴（）と夏休み       | 2013年5月25日（同日）      | 978-4-04-100839-3 |
| 3    | 櫻子さんの足下には死体が埋まっている 雨と九月と君の嘘           | 2013年9月25日（同日）      | 978-4-04-101010-5 |
| 4    | 櫻子さんの足下には死体が埋まっている 蝶は十一月に消えた         | 2014年2月25日（同日）      | 978-4-04-101227-7 |
| 5    | 櫻子さんの足下には死体が埋まっている 冬の記憶と時の地図         | 2014年6月25日（6月20日）   | 978-4-04-101630-5 |
| 6    | 櫻子さんの足下には死体が埋まっている 白から始まる秘密           | 2014年11月25日（11月22日） | 978-4-04-101631-2 |
| 7    | 櫻子さんの足下には死体が埋まっている 謡う指先                   | 2015年2月25日（同日）      | 978-4-04-101632-9 |
| 8    | 櫻子さんの足下には死体が埋まっている はじまりの音               | 2015年9月25日（9月24日）   | 978-4-04-103001-1 |
| 9    | 櫻子さんの足下には死体が埋まっている 狼の時間                   | 2016年1月25日（1月23日）   | 978-4-04-103004-2 |
| 10   | 櫻子さんの足下には死体が埋まっている 八月のまぼろし             | 2016年7月25日（7月23日）   | 978-4-04-103006-6 |
| 11   | 櫻子さんの足下には死体が埋まっている 蝶の足跡                   | 2017年3月25日（同日）      | 978-4-04-105202-0 |
| 12   | 櫻子さんの足下には死体が埋まっている ジュリエットの告白         | 2017年8月25日（同日）      | 978-4-04-105204-4 |
| 13   | 櫻子さんの足下には死体が埋まっている わたしのおうちはどこですか | 2017年10月25日（同日）     | 978-4-04-106250-0 |
| 14   | 櫻子さんの足下には死体が埋まっている キムンカムイの花嫁         | 2018年9月25日（9月22日）   | 978-4-04-107417-6 |
| 15   | 櫻子さんの足下には死体が埋まっている わたしを殺したお人形       | 2019年12月25日（12月24日） | 978-4-04-108053-5 |
| 16   | 櫻子さんの足下には死体が埋まっている 蝶は聖夜に羽ばたく         | 2020年9月25日（9月24日）   | 978-4-04-109877-6 |
| 17   | 櫻子さんの足下には死体が埋まっている 櫻花の葬送                 | 2021年3月25日（3月24日）   | 978-4-04-111149-9 |
| 18   | 櫻子さんの足下には死体が埋まっている Side Case Summer           | 2022年5月25日（5月24日）   | 978-4-04-112560-1 |

| 巻数 | タイトル                                                                                      | 収録話       | 初版発行日付 | 備考                       |
| ---- | --------------------------------------------------------------------------------------------- | ------------ | ------------ | -------------------------- |
|      | 櫻子さんの足下には死体が埋まっている 薄暮の時間 41年ありがとう、西武旭川店 特別編ブックレット | - 薄暮の時間 | 2016年9月    | A5版、本文4ページ。 非売品 |

## ラジオドラマ
WEBサイト『新刊JP』にて配信されているインターネットラジオ『新刊ラジオ』内でラジオドラマとして放送された。
| 回   | タイトル                                                | 原作話                                   | 配信日付      | 備考           |
| ---- | ------------------------------------------------------- | ---------------------------------------- | ------------- | -------------- |
| 1632 | 櫻子さんの足下には死体が埋まっている                    | 第1巻 「プロローグ」「美しい人」         | 2013年5月28日 | 粗筋。         |
| 1699 | 櫻子さんの足下には死体が埋まっている 蝶は十一月に消えた | 第4巻 「蝶は十一月に消えた」             | 2014年3月14日 | 冒頭部分のみ。 |
| 1740 | 櫻子さんの足下には死体が埋まっている 白から始まる秘密   | 第6巻 「プロローグ」「土を掘る女性（）」 | 2014年10月8日 | 冒頭部分のみ。 |

## 漫画
『ヤングエース』（KADOKAWA）にて2015年8月号から2017年12月号まで連載。作画は水口十。また、『少年エース』では原作4巻のコミカライズが綾峰けうによる作画で2017年5月号から9月号まで連載された。
- 太田紫織（原作）・鉄雄（キャラクター原案）・水口十（作画） 『櫻子さんの足下には死体が埋まっている』 KADOKAWA〈角川コミックス・エース〉、全2巻
  1. 2015年11月26日初版発行（同日発売[34]）、ISBN 978-4-04-103678-5
  2. 2018年2月2日初版発行（同日発売[35]）、ISBN 978-4-04-103679-2
- 太田紫織（原作）・鉄雄（キャラクター原案）・綾峰けう（作画） 『櫻子さんの足下には死体が埋まっている 蝶は十一月に消えた』 KADOKAWA〈角川コミックス・エース〉、2017年9月26日発売[36]、ISBN 978-4-04-106195-4

## テレビアニメ
2015年10月から12月までTOKYO MX・KBS京都他にて放送された。

### スタッフ
- 原作 - 太田紫織（E★エブリスタ掲載・KADOKAWA 角川文庫刊）
- 監督 - 加藤誠
- 副監督 - 別所誠人
- シリーズ構成 - 伊神貴世
- キャラクター原案 - 鉄雄
- キャラクターデザイン・総作画監督 - サトウミチオ
- プロップデザイン - 小川浩
- 美術監督 - 伊藤聖、キムヒョンヌ
- 美術設定 - 伊藤聖
- 色彩設計 - 篠原真理子
- 撮影監督 - 津田涼介
- 編集 - 右山章太
- CGディレクター - 小林学
- 音響監督 - 菅原輝明
- 音響効果 - 上野励
- 音響制作 - ダックスプロダクション
- 音楽 - TECHNOBOYS PULCRAFT GREEN-FUND
- 音楽制作 - ランティス
- 音楽プロデューサー - 吉江輝成、佐藤純之介
- プロデューサー - 五味健次郎
- アニメーションプロデューサー - 長野敏之、岡村繁久
- アニメーション制作 - TROYCA
- 製作 - 「櫻子さん」製作委員会

### 主題歌
オープニングテーマ「Dear answer」
作詞 - 唐沢美帆 / 作曲・編曲 - 中山真斗 / 歌 - TRUE
エンディングテーマ「打ち寄せられた忘却の残響に」
作詞・作曲・編曲 - TECHNOBOYS PULCRAFT GREEN-FUND / 歌 - TECHNOBOYS PULCRAFT GREEN-FUND feat.大竹佑季
挿入歌「DOKURO〜恍骨礼讃歌 第1章〜」
作詞・作曲・編曲 - TECHNOBOYS PULCRAFT GREEN-FUND / 歌 - 聖鬼Mk-II（ディアベル閣下 starring 冠徹弥 from THE冠）

### 各話リスト
| 話数     | サブタイトル                     | 脚本       | 絵コンテ   | 演出       | 作画監督                                                       | 総作画監督            |
| -------- | -------------------------------- | ---------- | ---------- | ---------- | -------------------------------------------------------------- | --------------------- |
| 第壱骨   | 骨愛ずる姫君                     | 伊神貴世   | 加藤誠     | 加藤誠     | サトウミチオ 猪股雅美                                          | -                     |
| 第弐骨   | あなたのおうちはどこですか       | 伊神貴世   | 加藤誠     | 別所誠人   | 猪股雅美 加藤里香 サトウミチオ 関根千奈未 冨澤佳也乃 山本昌子  | サトウミチオ 猪股雅美 |
| 第参骨   | 夏に眠る骨                       | 伊神貴世   | 加藤誠     | 加藤誠     | 若山政志 大塚あきら 河本美代子 奥山鈴奈                        | サトウミチオ 猪股雅美 |
| 第肆骨   | 呪われた男 前編                  | 吉岡たかを | 別所誠人   | 木野目優   | 横田和彦                                                       | サトウミチオ 猪股雅美 |
| 第伍骨   | 呪われた男 後編                  | 吉岡たかを | 遠藤広隆   | 守田芸成   | 神戸洋行 冨澤佳也乃 山中正博 石原恵治                          | サトウミチオ          |
| 第陸骨   | アサヒ・ブリッジ・イレギュラーズ | 伊神貴世   | あおきえい | 馬川奈央   | 松本昌子 山本碧 加藤里香                                       | サトウミチオ 猪股雅美 |
| 第漆骨   | 託された骨 前編                  | 吉岡たかを | 渡部周     | 渡部周     | 鈴木美音織 小池恵                                              | サトウミチオ          |
| 第捌骨   | 託された骨 後編                  | 吉岡たかを | 林宏樹     | 鈴木薫     | 宇津木勇 藤田正幸 服部憲知 横田和彦 山下敏成 越智博之          | サトウミチオ 猪股雅美 |
| 第玖骨   | お祖母ちゃんのプリン             | 伊神貴世   | 南川達馬   | 南川達馬   | 橋本真希 今里佳子 服部益実 越智信次 長田絵里 櫻井拓郎 白川茉莉 | サトウミチオ 猪股雅美 |
| 第捨骨   | 蝶は十一月に消えた 前編          | 伊神貴世   | 菊池カツヤ | 菊池カツヤ | 大塚あきら 河本美代子 冨永一仁 奥山鈴奈                        | サトウミチオ 猪股雅美 |
| 第捨壱骨 | 蝶は十一月に消えた 後編          | 伊神貴世   | 加藤誠     | 加藤誠     | 加藤里香 牧野竜一 松本昌子 山本碧                              | サトウミチオ 猪股雅美 |
| 第捨弐骨 | 櫻子さんの足下には…              | 伊神貴世   | 別所誠人   | 別所誠人   | 加藤里香 山本碧 松本昌子 猪股雅美 サトウミチオ                 | サトウミチオ 猪股雅美 |

### 放送局
| 放送期間                  | 放送時間                     | 放送局      | 対象地域 | 備考                                                                            |
| ------------------------- | ---------------------------- | ----------- | -------- | ------------------------------------------------------------------------------- |
| 2015年10月8日 - 12月24日  | 木曜 0:30 - 1:00（水曜深夜） | TOKYO MX    | 東京都   |                                                                                 |
|                           | 木曜 1:00 - 1:30（水曜深夜） | KBS京都     | 京都府   |                                                                                 |
|                           | 木曜 1:30 - 2:00（水曜深夜） | サンテレビ  | 兵庫県   |                                                                                 |
| 2015年10月11日 - 12月27日 | 日曜 2:28 - 2:58（土曜深夜） | 北海道放送  | 北海道   | 原作者の在住地 / 原作の舞台地 10月18日は0:30からのS☆1拡大のため2:58からの放送。 |
| 2015年10月12日 - 12月28日 | 月曜 0:30 - 1:00（日曜深夜） | テレ玉      | 埼玉県   |                                                                                 |
|                           |                              | チバテレ    | 千葉県   |                                                                                 |
|                           |                              | tvk         | 神奈川県 |                                                                                 |
| 2015年10月13日 - 12月29日 | 火曜 1:00 - 1:30（月曜深夜） | 岐阜放送    | 岐阜県   |                                                                                 |
|                           | 火曜 3:00 - 3:30（月曜深夜） | BS11        | 日本全域 | 『ANIME+』枠                                                                    |
| 2015年10月14日 - 12月30日 | 水曜 2:20 - 2:50（火曜深夜） | 三重テレビ  | 三重県   |                                                                                 |
|                           | 水曜 3:05 - 3:35（火曜深夜） | TVQ九州放送 | 福岡県   |                                                                                 |

### BD / DVD
| 巻 | 発売日         | 収録話          | 規格品番  | 規格品番   |
| 巻 | 発売日         | 収録話          | BD限定版  | DVD限定版  |
| -- | -------------- | --------------- | --------- | ---------- |
| 1  | 2015年12月25日 | 第1話 - 第2話   | KAXA-7311 | KABA-10436 |
| 2  | 2016年1月29日  | 第3話 - 第4話   | KAXA-7312 | KABA-10437 |
| 3  | 2016年2月26日  | 第5話 - 第6話   | KAXA-7313 | KABA-10438 |
| 4  | 2016年3月25日  | 第7話 - 第8話   | KAXA-7314 | KABA-10439 |
| 5  | 2016年4月27日  | 第9話 - 第10話  | KAXA-7315 | KABA-10440 |
| 6  | 2016年5月27日  | 第11話 - 第12話 | KAXA-7316 | KABA-10441 |

## テレビドラマ
2017年4月23日から6月25日までフジテレビ系「日曜21時枠ドラマ」にて放送された。主演は観月ありさ。舞台は原作と違い東京都八王子市となっている。

### キャスト

#### 主要人物
九条 櫻子（くじょう さくらこ）
演 - 観月ありさ（幼少期：成宮しずく、高校時代：大坂美優）
三度の飯より骨を好むという常人離れした趣味を持つドS気質のプロ標本士。そのためか自然の森博物館の学芸員の面々から敬遠されがちである。
裕福な家庭に育てられたお嬢様で外見こそは美しいが、性格は男勝りで乱暴。
一方で人並み外れた観察力と推理力も持ち合わせており、白骨化した遺体から死亡推定時期や性別、年齢、利き手を見抜き、骨だけでなく周囲の物も見合わせて死亡者の死因も見抜くことができる。
弟の祥太郎とペットの猫のパテラを過去に亡くしており、その事を心残りに思っている。
高校生になって間もないころに祥太郎が亡くなった後、母親は病死し、父親は新しい家族と暮らすことになったため、長い休みが入ると叔父の設楽眞理のところへ行っており、現在の骨についての知識はそこから身に付けた。
甘いものに弱い。
愛車はルノー・カングー。
館脇 正太郎（たてわき しょうたろう）
演 - 藤ヶ谷太輔（Kis-My-Ft2）
自然の森博物館に勤務する技術補佐員。
大学卒業後、就職活動に失敗したため大学院に進学したが、特にやりたいことがなく大学の就職課の紹介で博物館に就職した。
ドM気質だが性格は純粋で優しく正義感が強い常識人。
櫻子からは普段「少年」と呼ばれているが、後述の通り臼渕 沙月に刺された際、初めて名前で呼ばれ、それ以後は名前で呼ばれるようになる。
時折、心の中でツッコミを入れている。
志倉 愛理（しくら あいり）
演 - 新川優愛
自然の森博物館学芸員補。櫻子がとても苦手で避けているが、正太郎を通じて次第に櫻子と打ち解けていき、正太郎との恋も少しずつ芽生えていく。
磯崎 齋（いそざき いつき）
演 - 上川隆也
自然の森博物館主任学芸員。植物ヲタクであり、普段はあまり仕事熱心ではないが珍しい植物を目にした途端に非常に興味を示す。
以前は教師をしていたが、人より植物が好きだということを悟り、博物館に転職した。
しかし今でも教え子のことを思っており、特に三奈美と一重と二葉の三人の教え子のことを心配している。
五年前の教師時代に二葉が失踪する事件が起き、そのことについて大きな責任を感じている。
実は教師を辞職したことを今でも心残りに思っており、植物を育てるようになったのも教師を辞職後、育てると自分に応え、尚且つそばを離れない無垢な命が必要に感じたことからの発作的なものであり、教師を辞職したのも前述の失踪事件での責任感によるものであった。
一重の飛び降り自殺を止めた際に、教師時代に一重たちと向き合えなかったことを後悔し、謝罪した。
オーストラリアの博物館から誘いを受け、そこに移ることになった。

#### 八峰警察署
山路 輝彦（やまじ てるひこ）
演 - 髙嶋政宏
八峰署の刑事。普段は明るくノリのいいように振舞うが、実は上昇志向の持ち主で事件となると真剣に取り組む。
当初は独自で推理する櫻子のことを捜査の邪魔だと考えていたが、次第に櫻子の手腕と能力を買い、手を組もうと持ちかける。
櫻子の叔父の設楽眞理が関わっていた事件の真相を追っており、櫻子に協力を求める。
前述の事件で弟の陽介が殉職しており、その点についても真相を追っている。
近藤 卓也（こんどう たくや）
演 - 細田善彦
山路の部下。自己中心的に行動しがちな山路を冷静にサポートする。
命の危機に晒された同級生の藤岡毅を必死に助けるなど、思いやりのある性格。
小学生のころ、苛められたときに藤岡に助けられたことで藤岡に憧れを抱いたことをきっかけに刑事となった。
新井 隆太
演 - 田中聡元
刑事課鑑識係。
刑事課係長
演 - ヨシダ朝（第4話・第7話・第9話）

#### 自然の森 博物館
谷上 和裕（たにがみ かずひろ）
演 - 近藤公園
自然の森博物館学芸員。研究よりも職場のゴシップに興味を示す。
杉森 重男（すぎもり しげお）
演 - 渡辺憲吉
自然の森博物館館長。争い事を嫌う平和主義者。櫻子の才能を誰よりも評価している。

#### その他
沢 梅（さわ うめ）
演 - 鷲尾真知子
九条家に同居している使用人。通称ばぁや。櫻子が幼いころから世話をしている保護者的存在。
津々見 三奈美
演 - 山谷花純（第2話・第3話〈回想〉・第5話・第6話・最終話）
磯崎の元教え子。
二葉失踪の二日後に何事も無かったかのように笑っていた一重と、二葉のことを助けられなかった磯崎に対し不信感を抱いている。
実は二葉が既に死んでいることを知っており、二葉の死を目にした際に警察を呼ぼうとしたが、二葉の自殺を止めなかったから自分たちが捕まってしまうという理由で一重に止められ、疑われないようにと一重と一緒に二葉の遺体を庭に埋めていた。
しかし実際は一重によって二葉は絞殺されており、そうとは知らず、自身は自殺したと思っていた。
磯崎が一重の飛び降り自殺を止めた後は一重と共に警察に逮捕されたが、彼女の容疑は死体遺棄罪であり、すでに3年の公訴時効が成立していたため、釈放された。
磯崎に「大学へ行き、心理学を学びカウンセラーになりたい。」と語った。
圓 一重
演 - 中村ゆりか（第2話〈写真〉・第4話 - 第6話）
磯崎の元教え子。磯崎に失踪をほのめかす電話をする。
二葉が一緒に死のうとするのを止めようと揉み合いになり誤って絞殺してしまった。
櫻子にそのことを暴かれ、三奈美を人質にとった後、高校の屋上から飛び降り自殺を図るが磯崎に止められた。
その後三奈美と共に警察に逮捕された。
高校時代に花房と付き合っていた。
西沢 二葉
演 - 三浦透子（第2話〈写真〉・第4話 - 第6話）
磯崎の元教え子。
五年前に「生まれ変わったら羽のあるものになりたい」と磯崎に話したのを最後に失踪し、現在も行方が分かっていなかったが、実際は一重と一緒に死のうとした際に一重が抵抗したことで絞殺されていた。
親が後悔するというという理由で一重と三奈美と一緒に死のうと考えていた。
一重と同様に花房と関わりを持っていた。

#### ゲスト

##### 第1話
三島 多香子
演 - 原田佳奈
正太郎が住むマンションの住人。ハーブ専門店経営。櫻子と正太郎に白骨化した遺体として発見される。
婚約者の藤木の会社の計画倒産に関与していた疑いがある。
正太郎のことをよく気にかけており、自転車を倒してしまったときに怪我を手当てをしたり、就職や将来についての相談に乗るなどしていた。
三島 由岐
演 - 三倉茉奈
多香子の妹。藤木と関係を持っており、妊娠までしていた。
藤木 達也
演 - 宇賀神亮介
多香子の婚約者。由岐とも関係をもっており、由岐を妊娠させていた。

##### 第2話
富永 柚胡香
演 - 吉澤梨里花
正太郎がコンビニの前で見かけた少女。背中に虐待されたと思わしき傷がある。
富永 真美子
演 - 桜井ユキ
柚胡香の母。柚胡香に虐待行為をしていたとされている。
長原
演 - 増田修一朗
真美子の元夫。
薬物中毒にかかっており、富永家に乗り込んだ際に、真美子が別の男を連れ込んでいるように錯覚し、正太郎達を襲う。

##### 第3話
佐々木 敦郎
演 - モロ師岡
私立早明館高校教師。生物部顧問。櫻子の高校時代の恩師。ウォーキング中に心筋梗塞で急死する。
入山 勇人
演 - 浦上晟周
私立早明館高校生徒。佐々木の教え子。
櫻子が佐々木に度々高く評価されることで恨みを持ち、櫻子名義で弁当を30個注文する、レビューサイトで捏造の誹謗中傷を投稿するなどの嫌がらせをする。
戸川 玲子
演 - 中村真知子
佐々木が病院で入院していたときに知り合った女性。
岸谷 政美
演 - 黒坂真美
私立早明館高校教師。生物部副顧問。
弁当店のスタッフ
演 - 長浜之人（キャン×キャン）
勇人から櫻子名義の弁当30個の注文を受け自然の森博物館に届けた。

##### 第4話
東藤 清治郎
演 - 佐々木勝彦
自然の森博物館オーナー。東藤グループ会長。複数の女性に子供を産ませており、その事から息子達に疎まれていた。
千代田 薔子
演 - 富田靖子（中学時代：花田優里音）
自然の森博物館代表。東藤の娘。櫻子とは幼馴染の関係であり、彼女の過去をよく知っている。
櫻子のことを「さーちゃん」と呼んでいる。
東藤 君子
演 - 島かおり
清治郎の妻。子供が産めない体故に、清治郎に別の女性との間でできた子供たちの育児をさせられていた。
東藤 清哉
演 - 木川淳一
東藤家長男。粉飾決算を行っていた。
晴美
演 - 三津谷葉子
東藤家次女。経営難により破産寸前にまで陥っている。
俊之
演 - 川久保拓司
晴美の夫。
東藤 耕次
演 - 小久保寿人
東藤家次男。東藤家に対し、束縛感を抱いていた。
金沢
演 - 窪園純一
東藤家執事。
圓 千沙
演 - 舟木幸（第5話・第6話）
一重の母。

##### 第5話
圓 正行
演 - 永島和明
一重の父。世間体から一重が失踪したことを知りながら警察に届け出ず、行方を聞きにきた磯崎を追い返した。
津々見 英里子
演 - 松沢有紗
三奈美の母。

##### 第6話
花房
演 - 窪寺昭
一重が付き合っていた自称カメラマン。二葉とも関わりを持っていた。本名は仁村聡。
水谷 留美
演 - 水城えま
7年前に失踪した風俗店店員。二葉の隣にて白骨化されていた。
九条 祥太郎
演 - 尾形颯太（第7話〈回想〉）
櫻子の弟。櫻子の高校時代に亡くなった。

##### 第7話
藤岡 毅
演 - 裵ジョンミョン
作曲家。近藤の小学生時代の同級生。ここ最近は体調が悪化しており、自分は呪いで死ぬのではと感じている。
藤岡 美幸
演 - 高嶋香帆
藤岡の妻。
新谷 栄一
演 - 隈部洋平
藤岡のマネージャー。

##### 第8話
設楽 眞理
演 - 柴俊夫（第9話 - 最終話）
櫻子の叔父。事故で頭を打ち、現在は入院中。
そのため、20年前に自身が担当した事件についての記憶を失っている。
青葉が事件の真相を語り、病室を出た後、膵臓癌で息を引き取る。
鴻上 百合子
演 - 小林涼子
正太郎の中学時代の同級生。
認知症の祖父の介護を祖母一人に任せていたことで、祖母が自殺したんだと責任感を感じている。
鴻上 アサ
演 - 山口美也子
百合子の祖母。崖から飛び降り自殺したとされている。
認知症の祖父の介護を百合子の助けを借りず、一人で行っていた。
百合子の祖父
演 - 志賀圭二郎
4年前に脳溢血で倒れ寝たきりになり、さらに認知症を患った。
臼渕 沙月
演 - 櫻井淳子（第9話 - 最終話）
20年前に首吊り自殺したとされている臼渕日和の妹。
実は彼女こそが日和を殺害した犯人であり、その犯行は何者かに知恵を吹き込まれて行ったものであり、その事を櫻子に問い詰められている最中に正太郎が訪れ、櫻子が振り向いた瞬間、刃物で櫻子に襲い掛かろうとし、彼女をかばった正太郎の腹部を刺してしまう。
後に日和と仁村聡（花房）は自分が殺害したとして八峰署に出頭し、留置所にて首吊り自殺を図ったが、一命を取り留める。
田口
演 - 八幡朋昭
日和の元婚約者。
木田
演 - 岩谷健司
日和の浮気相手の医者。
日和の元先輩看護師
演 - 兎本有紀

##### 第9話 - 最終話
小山内 恵子
演 - 建部和美（第9話）
30年前の頭部のない白骨遺体の女性。
岡田（小山内恵子の息子・哲哉の同級生）
演 - 金時むすこ（第9話）
青葉 英世
演 - 林泰文
四ノ宮大学准教授。櫻子とは昔馴染みの知り合い。
その正体は、蝶形骨事件の真の黒幕。旧名は間宮優で、父親は小山内恵子を殺害し、警察の車に轢かれ、死亡したとされている間宮敏則。
哲哉と沙月と仁村を唆し、殺人をさせ、その死体から蝶形骨を奪い集めていた。
設楽の策略で証拠を掴まされ、殺人教唆の罪で山路達に逮捕された。

### スタッフ
- 原作 - 太田紫織『櫻子さんの足下には死体が埋まっている』（エブリスタ / 角川文庫）
- 脚本 - 山岡潤平、武井彩
- 音楽 - 菅野祐悟
- 技術プロデュース - 友部節子
- 撮影 - 川村明弘
- 音声 - 金杉貴史、山成正己
- 映像 - 高梨剣
- 照明 - 阿部慶治
- 編集 - 山本正明
- 選曲 - 藤村義孝
- MA - 亀山貴之
- ライン編集 - 西山貴文
- 音響効果 - 岩尾亮太
- 技術プロデュース補 - 青木季也
- 美術プロデュース - 柴田慎一郎
- 美術進行 - 岡村正樹
- 大道具製作 - 内海靖之
- アクリル装飾 - 白勢篤史
- デザイン - 柳川和央
- 装飾 - 坂東一城
- 大道具操作 - 吉田精正
- 小道具印刷 - 中村哲治
- 衣裳 - 横山貴香
- ヘアメイク - 熊谷波江
- 持道具 - 内田麻莉子、西岡希実
- フード - 山﨑千裕
- スタイリスト（観月ありさ担当） - 東知代子
- ヘアメイク（観月ありさ担当） - 持丸あかね、清水惇子
- 視覚効果 - 菅谷守
- 植木装飾 - 後藤健
- 電飾 - 寺田豊
- 建具 - 猪狩浩
- 広報 - 高橋慶哉（フジテレビ）
- 営業推進 - 宮川健（フジテレビ）
- VFXスーパーバイザー - 阿美伸一
- 車輌 - ファン、ショウビズクリエイション
- 広告宣伝 - 為永佐知男（フジテレビ）
- ホームページ - 鈴木知子
- スチール - 松原直彦
- 法医学監修 - 佐藤喜宣
- 歯科法医学監修 - 都筑民幸、岩原香織
- 医事指導 - 布施理美、布施明
- 博物館監修 - 千葉県立中央博物館
- 骨格標本作製指導 - 池田鈴菜、薄井誠
- 警察監修 - 古谷謙一
- スタントコーディネート - 釼持誠
- スケジュール - 徳市敏之
- 制作担当 - 山田大作、横澤淳
- 制作主任 - 安藤充、花田華
- テーマソング - Kis-My-Ft2「PICK IT UP」（avex trax）
- エンディング - BuZZ「LEAN ON ME」（SONIC GROOVE）
- 編成企画 - 稲葉直人（フジテレビ）
- プロデュース - 森安彩（共同テレビ）
- フロデュース補 - 鎌倉希
- 演出 - 佐藤祐市、山内大典
- 演出補 - 池辺安智
- 記録 - 藤島理恵、西澤香陽子
- 制作 - フジテレビ
- 制作著作 - 共同テレビ

### 放送日程
| 話数                                                                        | 放送日  | サブタイトル               | 脚本     | 演出     | 原作話                                                                    | 視聴率 |
| --------------------------------------------------------------------------- | ------- | -------------------------- | -------- | -------- | ------------------------------------------------------------------------- | ------ |
| 第1話                                                                       | 4月23日 | 変人!偏屈!骨好き女現る!    | 山岡潤平 | 佐藤祐市 | 「美しい人」（第1巻収録）                                                 | 6.9%   |
| 第2話                                                                       | 4月30日 | 傷ついた迷子の少女を救え!  | 山岡潤平 | 佐藤祐市 | 「あなたのおうちはどこですか」（第2巻収録）                               | 6.5%   |
| 第3話                                                                       | 5月07日 | 届け!恩師が遺した骨と想い  | 山岡潤平 | 山内大典 | 「託された骨」（第3巻収録）                                               | 5.7%   |
| 第4話                                                                       | 5月14日 | 豪邸殺人!私は骨になりたい  | 武井彩   | 佐藤祐市 | 「殺されてもいい人」（第2巻収録）                                         | 5.0%   |
| 第5話                                                                       | 5月21日 | 元教師、悲しき過去との対決 | 山岡潤平 | 山内大典 | 「蝶は十一月に消えた」（第4巻収録）                                       | 5.3%   |
| 第6話                                                                       | 5月28日 | 消えた骨!教え子が隠す真実  | 山岡潤平 | 佐藤祐市 | 「蝶は十一月に消えた」（第4巻収録） 「お祖母ちゃんのプリン」（第3巻収録） | 4.2%   |
| 第7話                                                                       | 6月04日 | 友よ死ぬな!呪いを見破れ!   | 武井彩   | 山内大典 | 「呪われた男」（第3巻収録）                                               | 4.8%   |
| 第8話                                                                       | 6月11日 | 夕陽に隠された老婆の想い   | 山岡潤平 | 佐藤祐市 | 「夏に眠る骨」（第2巻収録） 「冬の記憶と時の地図」（第5巻収録）           | 5.4%   |
| 第9話                                                                       | 6月18日 | なぜあなたが…事件の黒幕!   | 武井彩   | 山内大典 | 「冬の記憶と時の地図」（第5巻収録） 「脱皮」（第8巻収録）                 | 4.4%   |
| 最終話                                                                      | 6月25日 | 死神VS標本士!命は私が守る  | 山岡潤平 | 佐藤祐市 | 「脱皮」（第8巻収録）                                                     | 4.9%   |
| 平均視聴率 5.3%（視聴率はビデオリサーチ調べ、関東地区・世帯・リアルタイム） |         |                            |          |          |                                                                           |        |

| フジテレビ系 日曜21時枠連続ドラマ | フジテレビ系 日曜21時枠連続ドラマ                                 | フジテレビ系 日曜21時枠連続ドラマ           |
| 前番組                            | 番組名                                                            | 次番組                                      |
| --------------------------------- | ----------------------------------------------------------------- | ------------------------------------------- |
| 大貧乏 （2017年1月8日 - 3月12日） | 櫻子さんの足下には 死体が埋まっている （2017年4月23日 - 6月25日） | 警視庁いきもの係 （2017年7月9日 - 9月10日） |